# AK 대 AK
《AK 대 AK》(영어: AK vs AK)는 2020년에 공개한 인도의 영화이다.

## 캐스팅
- 아닐 카푸르 : 아닐 카푸르 역
- 아누락 카시압 : 아누락 카시압 역